# 오카모토 아야
오카모토 아야(岡本 綾, 1982년 12월 9일 ~ )는 일본의 前 배우이다. 도쿄도에서 태어나 후쿠시마현에서 자랐다. 1991년 영화 《아지랑이》로 데뷔했으며, 1995년 영화 《학교괴담》에서 여주인공 역으로 주목을 받았다.
2006년 7월에 나카무라 시도가 음주운전으로 적발됐을 때, 동승했던 사람으로 화제가 되었다. 2007년 5월, 소속사 텐캐럿을 퇴사하고 연예계 활동을 은퇴했다.

## 출연

### 영화
- 학교괴담 (1995년)
- 이치고(15)동맹 (1997년)
- 소녀검객 아즈미 대혈전 (2003년)
- 도쿄 갓파더즈 (2003년) - 미유키
- 스카이하이 극장판 (2004년)
- 지하철을 타고 (2006년)
- 천국은 기다려준다 (2007년)

### 드라마
- 3학년 B반 긴파치선생
  - 시즌4, 1995년 ~ 1996년
  - 시즌6, 2001년 ~ 2002년
- 오드리 (2000년 ~ 2001년)
- 빅머니 (2002년)
- 라이온 선생 (2003년)
- 홈 드라마! (2004년)
- M의 비극 (2005년)
- 엔진 (2005년)
- 지금, 만나러 갑니다 (2005년)
- 브라더 비트 (2005년)